# The Art of Intimacy Vol. 1
The Art of Intimacy Vol. 1 ist ein Jazzalbum von Jeremy Pelt. Die am 22. August 2019 im Van Gelder Recording Studio in Englewood Cliffs, New Jersey, entstandenen Aufnahmen erschienen am 24. Januar 2020 auf HighNote Records.

## Hintergrund
Der Trompeter Jeremy Pelt hat das Album nicht mit seiner regulären Band eingespielt; stattdessen hat er es mit zwei erfahrenen Musikern aufgenommen, die er bewundert, ähnlich wie bereits bei der Produktion Jiveculture von 2016, bei der er den Bassisten Ron Carter hinzuzog. Für The Art of Intimacy Vol. 1 hat Pelt ein Album mit Balladen zusammengestellt, an dem der Pianist George Cables und der Bassist Peter Washington mitwirkten, aber kein Schlagzeuger beteiligt war. Beide Spieler haben eine lange Beziehung zu dem Trompeter, Washington etwa als Pate von Pelts Sohn, Cables kennt ihn seit seinem Abschluss am Berklee College Ende der 1990er-Jahre.
Zu den gespielten Stücken gehörten Then I’ll Be Tired of You von Yip Harburg und Arthur Schwartz, ein Song, den 1934 Fats Waller aufnahm,  „Little Girl Blue“ von Richard Rodgers und Lorenz Hart, ein Lied aus dem Musical Jumbo (1935), der ab den 1940er-Jahren zum Jazzstandard wurde, außerdem „I'm Just Seen Her“ von Lee Adams und Charles Strouse aus dem Musical All American von 1962, „Always on My Mind“, ein Lied von Johnny Green und Norman Newell, „I’ll Never Stop Loving You“, ein Song von Nicholas Brodszky und Sammy Cahn aus dem Jahr 1955, und Lucky Thompsons Nummer „While You Are Gone“, die Sarah Vaughan 1949 vorstellte.

## Titelliste
- Jeremy Pelt: The Art of Intimacy Vol. 1 (HighNote Records Hnr7334.2)[6]

1. Love Is Simple (Jeremy Pelt) 5:54
2. Little Girl Blue (Lorenz Hart, Richard Rodgers) 7:17
3. Always on My Mind (Colleen Green, Norman Newell) 6:01
4. I’ve Just Seen Her (Lee Adams, Charles Strouse) 4:01
5. Then I’ll Be Tired of You (E. Y. Harburg, Arthur Schwartz) 4:36
6. Ebony Moonbeams (George Cables) 6:48
7. While You Are Gone (Lucky Thompson) 5:52
8. Ab-o-lutely  (Jeremy Pelt, Peter Washington) 8:02
9. I’ll Never Stop Loving You (Nicholas Brodszky, Sammy Cahn) 3:47

## Rezeption
Phil Freeman zählte das Album in Stereogum zu den besten Neuveröffentlichungen des Monats und schrieb, dies sei keine übliche Instrumentenkonfiguration. Ron Miles habe 1999 in dieser Besetzung mit dem Pianisten Eric Gunnison und dem Bassisten Kent McLagen gespielt, und 1995 haben Roy Hargrove, der Pianist Stephen Scott und der Bassist Christian McBride auf diese Weise ein Album mit Charlie-Parker-Melodien aufgenommen, aber es gebe sonst nur wenige andere Beispiele. In „Always on My Mind“ (nicht der durch Elvis Presley bekannte Song von Willie Nelson) spielt Pelt mit einem Dämpfer durch, und seine Behandlung der Melodie habe etwas mit Miles Davis zu tun, insbesondere in Kombination mit Cables’ Comping hinter ihm, das an Red Garland erinnere.

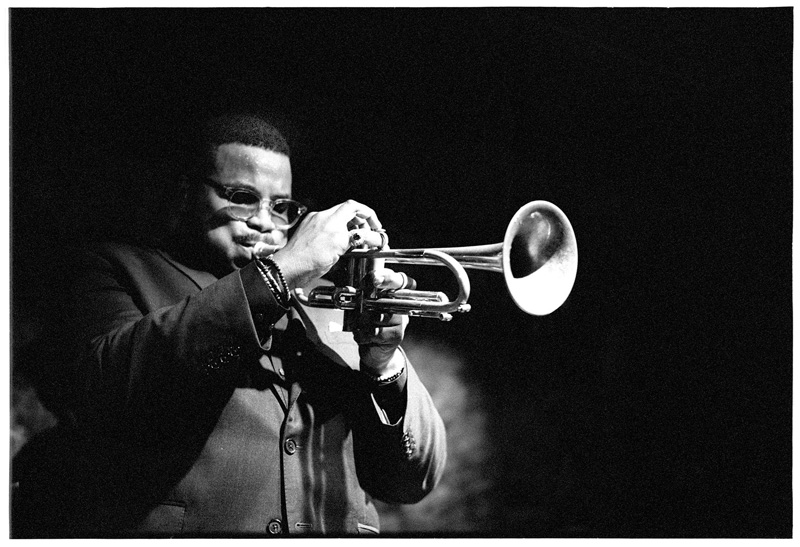
Jeremy Pelt im Jazzkeller Frankfurt am Main 2017

Matt Collar verlieh dem Album in Allmusic vier Sterne und schrieb, das Trio bringe all ihre musikalischen und Lebenserfahrungen in eine Mischung aus Originalen und weniger gespielten Standards ein. Das Album sei ein perfektes Beispiel für die Weniger-ist-Mehr-Philosophie; The Art of Intimacy, Vol. 1 maximiere stattdessen die persönlichen und musikalischen Verbindungen zwischen Pelt und seinen Trio-Bandkollegen.
Jeff Tamarkin meinte in JazzTimes, Pelt habe noch nie so cool gespielt, wie er es hier tue. Was The Art of Intimacy so überraschend mache, sei das absichtliche Fehlen von Funken, die weichen, abgerundeten Kanten: Mit 43 Jahren habe Pelt (der selbst produziert habe) die am wenigsten befrachtete Aufnahme seiner Karriere gemacht; dies sei eine zurückhaltende Triosession. Sie bestünde hauptsächlich aus Balladen, die meisten davon Standards, die geradezu den Ausdruck „sanfter Jazz“ definieren. Pelt hätte keine bessere Wahl treffen können als George Cables und Peter Washington; die beiden spielten mit großer Sensibilität Stücke wie das Rodgers-und-Hart-Stück „Little Girl Blue“ und die Harburg/Schwartz-Nummer „Then I’ll Be Tired of You“. Der gegenseitige Respekt des Trios sei allgegenwärtig, sowohl in den offenen Räumen als auch in ihren gemessenen, geschickt navigierten Interaktionen.
Derek Taylor schrieb in Dusted, Pelt spiele mit den Erwartungen, indem er sein Ensemble modifiziert und das Schlagzeug abzieht. Cables sei eine besonders inspirierte Wahl; er sei nachweisbar ein Meister der Balladenform. Der Pianist klinge völlig entspannt, ohne jemals träge oder schläfrig zu wirken. Seine Rahmen für Pelts offene und gedämpfte Soli erinnerten an die exquisite Note, die er über 55 Jahre im Musikgeschäft gepflegt habe. Pelt wiederum zeige das Gespür, sich seinem Älteren oft zu widersetzen, selbst bei zwei Duetten. Der abgetretene Raum wird mit zarten und zwielichtigen Konstruktionen gefüllt, die nur die zugrunde liegende Absicht verstärken. Pelts Entscheidung, im ehemaligen Studio von Rudy Van Gelder aufzunehmen, sei ein weiterer Hinweis auf den Stammbaum dieses Albums.
Kevin Whitehead meinte im National Public Radio, Jazz sei eine virtuose Musik, aber es gehe nicht immer um Feuerwerk. Manchmal gehe es um subtilere Dinge wie die Verfeinerung der persönlichen Stimme und die tiefe Kenntnis des Great American Songbook. Jeremy Pelt kenne eine Reihe guter Stücke, die andere häufig übersehen, wie etwa „Always on My Mind“ von Johnny Green. Nach Ansicht des Autors könne man gut die Nuancen hören, all die subtilen Veränderungen in der stimmlichen Qualität der Trompete. Es sei klar und in geflüsterten Tönen verhüllt, ob er offenes Horn spielt oder mit einem Metall-Harmon-Dämpfer. George Cables und Peter Washington „bekommen ihre Momente, aber es ist fair zu sagen, dass sie erkennen, dass Jeremy Pelt einen dieser Tage hatte, an denen sie der Musik am besten dienen konnten, indem sie zurücktraten und ihm das Wort gaben.“
Chris Peasdon schrieb in der Times, „die Romantik im Jazz hat abgenommen, seit Miles Davis begann, die Ballade als wirksames Mittel für launische Selbstbeobachtung zu nutzen. Die Sentimentalität wich der Vereinnahmung, in dem Glauben, dass sie mehr intellektuelle Tiefe hatte. Hier haben wir [eine] Veröffentlichung, um diesen Trend umzukehren und uns zu einer Zeit zurückzubringen, in der dies der Fall war.“